# معهد دعوة حرم الجامعة
معهد دعوة حرم الجامعة (بالإندونيسية: Lembaga Dakwah Kampus) هي منظمة طلابية داخل الحرم الجامعي تربط مع كل جامعة في إندونيسيا، تهدف إلى الدعوة الإسلامية. يطلب من معظم الجامعات في إندونيسيا أن يكون لها فرع معهد حرم الدعوة. في كل حرم جامعي يمكن أن يوجد فرع للمعهد مختلفًا في تنظيمه، وغالبًا ما يتم استخدام أسماء مختلفة، بما في ذلك وحدة النشاط الطلابي الإسلامي والروحانية الإسلامية ومنتدى الدراسات الإسلامية، والجسد الروحي الإسلامي.

## التاريخ
برز المعهد خلال الثمانينيات الميلادية كهيئة لنشر الإسلام في الجامعات، مستهدفة بشكل أساسي الطلاب والشركات التابعة للأوساط الأكاديمية، والديموغرافيا التي تعتبر مواضيع إستراتيجية للتغييرات المجتمعية من منظور أدوارهم في المجتمع. يمكن أن يعزى تطوره إلى رفض نظام سوهارتو للمشاركة السياسية لحزب ماشومي، وما تلاه من إنشاء مجلس الدعوة الإسلامية الإندونيسي، وهي منظمة مكرسة للنشر الإسلامي من قبل الزعيم السابق لحزب ماشومي محمد ناصر. بدأ مجلس الدعوة في اختراق ودخول الحرم الجامعي، وفي المقام الأول نحو نخبة من الجامعات العلمانية مثل معهد باندونج للتكنولوجيا، وجامعة إندونيسيا، وجامعة بوجور الزراعية وجامعة جادجا مادا. من خلال تاريخ الإسلام في إندونيسيا، اعتبر معهد حرم الدعوة مصدرًا غير مباشر للتطور السريع للإسلام في أواخر القرن العشرين.